# Richard McCreery

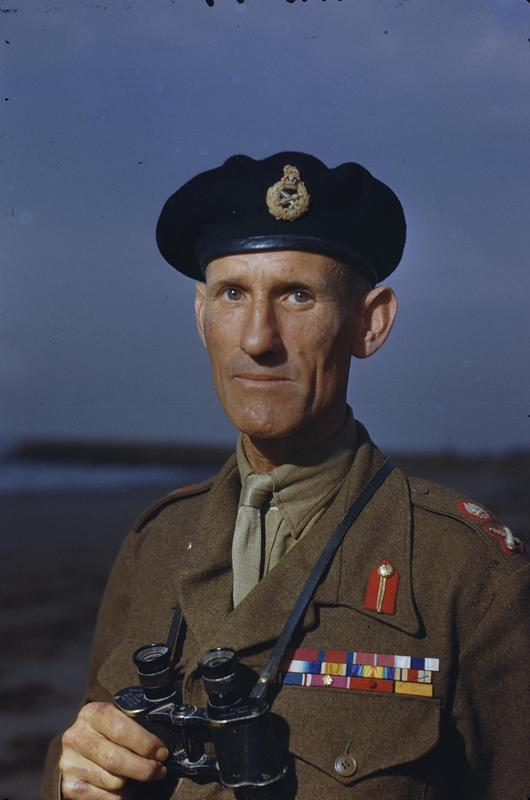
Sir Richard McCreery in Italien, Oktober 1944

Sir Richard Loudon McCreery GCB, KBE, DSO, MC (* 1. Februar 1898 in Market Harborough, Leicestershire; † 18. Oktober 1967 in Templecombe, Somerset) war ein britischer Heeresoffizier, zuletzt General, der im Zweiten Weltkrieg unter anderem als Stabschef von General Harold Alexander in Nordafrika sowie als Korps- und Armeebefehlshaber im Italienfeldzug diente. Nach dem Krieg war er bis 1946 Befehlshaber der britischen Truppen im besetzten Österreich und danach bis 1948 Befehlshaber der Britischen Rheinarmee im Nachkriegsdeutschland.

## Leben
McCreery wurde als ältester Sohn von Walter A. McCreery, einem in England lebenden Amerikaner, der bei den Olympischen Sommerspielen 1900 im Polo für die USA antrat, geboren. Seine Mutter war eine direkte Nachfahrin des schottischen Erfinders John Loudon McAdam. Richard wurde am Eton College und dem Royal Military College Sandhurst ausgebildet und trat im August 1915 als Second Lieutenant der 12th Royal Lancers in die British Army ein. Zum Jahreswechsel 1915/16 kam er an die Front in Frankreich und diente dort unter anderem in der Schlacht bei Arras 1917, in der er verwundet wurde. Im Sommer 1918 kehrte er an die Front zurück und kämpfte bis zum Kriegsende in der Schlussoffensive der Alliierten und wurde mit dem Military Cross ausgezeichnet.
Nach dem Krieg diente McCreery im Irischen Unabhängigkeitskrieg und wurde im Dezember 1921 zum Adjutanten seines Regiments ernannt. Von 1928 bis 1929 besuchte er den Kurs am Staff College Camberley und wurde anschließend Brigademajor der 2. Kavalleriebrigade. Von 1935 bis 1938 befehligte er die 12th Lancers, die seit 1928 mit Panzerwagen anstatt Pferden ausgerüstet waren. Bis zum Ausbruch des Zweiten Weltkriegs diente McCreery dann als Generalstabsoffizier bei der 1. Division in Aldershot. Er ging 1939 mit der Division als Teil der British Expeditionary Force nach Frankreich, wo er sich im Westfeldzug auszeichnete. Er befehligte hier zuletzt eine mechanisierte Brigade und erhielt für seine Dienste den Distinguished Service Order. Nach dem Rückzug aus Frankreich wurde McCreery im Dezember 1940 General Officer Commanding (GOC) der neuaufgestellten 8th Armoured Division.
Im März 1942 wurde McCreery nach Nordafrika versetzt, wo er bis August als Chefberater Claude Auchinlecks für gepanzerte Aufklärungsfahrzeuge tätig war. Als Harold Alexander den Posten des Oberbefehlshabers des Middle East Command übernahm, wurde McCreery als dessen Stabschef ausgewählt. Er diente in gleicher Funktion unter Alexander weiter, als dieser im Februar 1943 die neuaufgestellte 18th Army Group im Tunesienfeldzug übernahm. Im Sommer 1943 kehrte McCreery nach England zurück, wo er für kurze Zeit GOC des VIII Corps wurde. Im August wechselte er in gleicher Funktion zum X Corps, das an der Operation Avalanche, der Landung der 5. US-Armee bei Salerno im September 1943, teilnehmen sollte. Am 5. August 1943 wurde er als Knight Commander des Order of the Bath (KCB) geadelt.
Im Italienfeldzug befehligte McCreery sein Korps unter dem amerikanischen Armeebefehlshaber Mark W. Clark später in den Kämpfen um die Gustav-Linie und zu Beginn der Schlacht um Monte Cassino. Im Frühjahr 1944 kam das Korps unter den Befehl der Eighth Army unter General Oliver Leese, die nach dem Fall Roms zur deutschen Gotenstellung vorrückte. Im Juli 1944 erhielt McCreery mit kriegsbedingter Verspätung bei Arezzo von König Georg VI. den mit seiner im Vorjahr erhaltenen Adelswürde (KCB) verbundenen Ritterschlag. Im November 1944 übernahm er die Eighth Army von Leese und befehligte sie in der Frühjahrsoffensive 1945, die zur Kapitulation der deutschen Streitkräfte in Italien und zur Befreiung Oberitaliens führte.
Im Juli 1945 wurde die 8. Armee aufgelöst und in die British Forces of Occupation in Austria überführt, die McCreery weiterhin führte. Er war zugleich britischer Vertreter in der Alliierten Kommission für Österreich. Am 5. Juli 1945 wurde er als Knight Commander des Order of the British Empire (KBE) ausgezeichnet. 1946 wurde er Nachfolger Bernard Montgomerys als Oberbefehlshaber der Britischen Rheinarmee, was er bis 1948 blieb. Sein letzter Posten war der eines britischen Vertreters im Military Staff Committee der Vereinten Nationen, bevor er 1949 im Rang eines vollen Generals aus dem aktiven Dienst ausschied. Zu diesem Anlass wurde er am 9. Juni 1949 zum Knight Grand Cross des Order of the Bath (GCB) erhoben.
Seinen Ruhestand verlebte McCreery in Stowell Hill, Somerset. Er war von 1951 bis 1961 Colonel of the Regiment der 12th Royal Lancers bzw. von dessen Nachfolgeregiment, den 9th/12th Royal Lancers.